# Kim Hyang-mi
Kim Hyang-mi (kor.  김향미, ur. 19 września 1979) – północnokoreańska tenisistka stołowa, srebrna medalistka igrzysk olimpijskich 2004 w Atenach w grze pojedynczej i srebrna medalistka mistrzostw świata z Osaki (2001) w grze drużynowej.